# Phyllotrochalus
Phyllotrochalus är ett släkte av skalbaggar. Phyllotrochalus ingår i familjen Melolonthidae.
Kladogram enligt Catalogue of Life:
| Phyllotrochalus | \| \| Phyllotrochalus colini \| \| \| \| \| \| Phyllotrochalus montanus \| \| \| \| \| \| Phyllotrochalus pentaphyllus \| \| \| \| |
|                 | \| \| Phyllotrochalus colini \| \| \| \| \| \| Phyllotrochalus montanus \| \| \| \| \| \| Phyllotrochalus pentaphyllus \| \| \| \| |
|                 | Phyllotrochalus colini |
|                 | |
|                 | Phyllotrochalus montanus |
|                 | |
|                 | Phyllotrochalus pentaphyllus |
|                 | |